# オルビスホール
「オルビスホール」（おるびすほーる）は、神戸市東灘区にある多目的ホールである。
神戸ファッション美術館の一部分であり、神戸ファッションプラザ内にある。

## 施設概要

### 運営者
指定管理者である神戸新聞地域創造・神戸新聞事業社共同事業体が運営している。

### ホールについて
UFOをイメージさせるような円形のホールである。最大424席であり、可動式であるためステージと客席のレイアウトを変更することができる。そのため、エンドステージのほか、スラストステージ、センターステージ、全てがフラットなレイアウトにも対応している。

#### 用途
クラシックなどのコンサートのほか、ファッションショー、バレエ・ダンスの発表会・練習、屋内球技、映画上映なども行うことができる。

### 施設一覧
- 円形ホール[4]
- 応接室[4]
- 控室（2室ある）[4]
- シャワー室[4]

## 料金
詳細は、公式サイトを参照
有料である。ただし、一定の条件を満たせば免除される。

## 交通アクセス
- 六甲ライナー アイランドセンター駅 徒歩すぐ[8]　また、美術館地下に神戸ファッションプラザ駐車場がある[8]。